# John Sidney Karling
John Sidney Karling, född 2 augusti 1897 utanför Austin i Texas, död 3 juni 1995 i West Lafayette i Indiana, var en amerikansk mykolog och sekreterare för Botanical Society of America 1945–1949. Karling publicerade mellan 1926 och 1987 5 böcker och runt 180 manuskript. Han mottog 1987 MSA Distinguished Mycologist Award, den högsta utmärkelsen från Mycological Society of America, för hans högkvalitativa forskning inom mykologin.
Karling återupptäckte även av en slump tillsammans med botanikern Cyrus Longworth Lundell två mayanska städer som inte tidigare kändes till av arkeologer efter att de båda gick vilse under en expedition i Campeche, Mexiko. Detta område döptes till Calakmul av Lundell. Karling blev på grund av denna återupptäckt Fellow of the Royal Society of Arts 1951. 2002 erkändes området som ett av Unescos världsarv.
Karling gifte sig med 1940 med Page Burwell Johnston, sekreterare vid Barnard College of Columbia University, med vilken han fick en dotter, Sayre Christian Karling, som dog 1976 vid 29 års ålder. Efter hans död 1995 testamenterades 10 000 USD till MSA, som placerades i en donationsfond som idag ger anslag för John S. Karling Annual Lecture som tar plats årligen i sällskapet.